# Porrentruy
Porrentruy (em alemão: Pruntrut) é uma comuna da Suíça, situada no distrito de Porrentruy, no cantão de Jura. Tem 14,8 km² de área e sua população em 2018 foi estimada em 6.675 habitantes.